# Linn megye (Missouri)
Linn megye az Amerikai Egyesült Államokban, azon belül Missouri államban található. Megyeszékhelye Linneus, legnagyobb városa Brookfield. Lakosainak száma 11 874 fő (2020. április 1.). Linn megye Sullivan, Chariton, Adair, Macon, Livingston és Grundy megyékkel határos.

## Népesség
A megye népességének változása:
| Lakosok száma | 12 753 | 12 567 | 12 497 | 12 368 | 12 308 | 11 874 |
|               | 2010   | 2011   | 2012   | 2013   | 2015   | 2020   |